# 儲晉清
儲晉清（？—1954年10月15日），足球運動員、中華民國空軍少尉，江蘇宜興人，隨部隊撤往台灣後，他曾入選1954年亞洲運動會中華民國男子足球代表隊，協助球隊獲得金牌。1954年10月15日，駕駛P-47N執行空軍任務時未能返航，從此失蹤，研判戰機失事於台灣海峽。